# Tunumiit

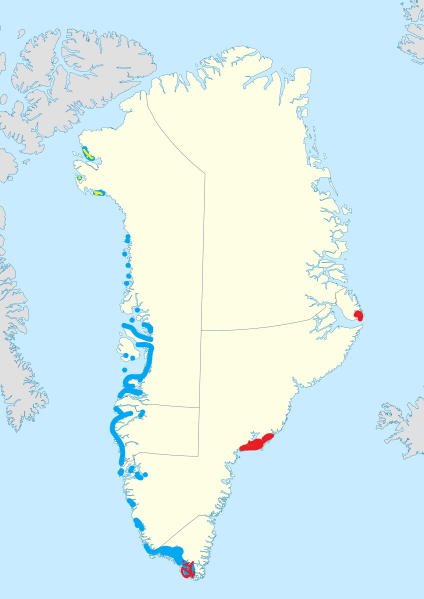
Mapa dialektů Grónska, Tunumiit je vyznačen červeně

Tunumiit (celým názvem Tunumiit oraasiaat, grónsky Tunumiisut, česky též Východní Grónština nebo Východogrónština) je varianta grónštiny, kterou mluví asi 3500 mluvčích na východě Grónských krajů Sermersooq a Kujalleq. Je to po Kalaallisutu druhý nejrozšířenější dialekt grónštiny. Mluví se jí především v Ittoqqortoormiitu, Sermiligaaqu, Kuummiitu, Kulusuku, Tasiilaqu, Tiniteqilaaqu (Tiilerilaaqu), Isortoqu (Isertoqu), Aappilattoqu, Narsarmijitu, Tasiusaqu (Tasiisaqu) a Nanortaliku. Má stejnou abecedu jako dialekt Kalaallisut, od kterého se odlišuje především častějším používáním písmen E, I, J, R a T a naopak méně častým používáním písmen L, N, O a U. Největší město, kde se mluví především Tunumiitem, je Tasiilaq. Druhé velké město, kde se mluví Tunumiitem, kde však převažuje spíše západní dialekt, je Nanortalik.